# SMS Temes
Le SMS Temes était un monitor de classe Temes construit par l'Autriche-Hongrie à partir de 1903.